# Garnison- und Stadtkirche (Pillau)
Koordinaten: 54° 38′ 34″ N, 19° 53′ 16″ O
Die Garnison- und Stadtkirche zur Heiligen Dreifaltigkeit der ostpreußischen Seestadt Pillau („Pillau I“), der heutigen Stadt Baltijsk, entstand im 18. Jahrhundert in Kreuzform auf dem Gelände der Festung Pillau. Sie diente sowohl als Garnisonkirche als auch als Gotteshaus für die Pillauer Zivilgemeinde. 
Das Kirchengebäude besteht nicht mehr. Sein Standort auf dem Festungsgelände ist heute nur noch schwer auszumachen.

## Kirchengebäude
Für die bis 1945 bestehende Garnison- und Stadtkirche in Pillau gab es zwei Vorgängerkirchen:1626 errichteten die Schweden die erste kleine Holzkirche. Sie musste 1636 unter dem brandenburgischen Kurfürst Georg Wilhelm renoviert werden. Kurfürst Friedrich Wilhelm errichtete 1660 eine Kirche, die aber bald durch einen Neubau ersetzt wurde. 
Zwischen 1717 und 1720 wurde in gotischem Stil die kreuzförmige und turmlose Anlage der Backsteinkirche „Zur Heiligen Dreifaltigkeit“ errichtet, die bis 1945 als Garnison- und Stadtkirche in Pillau diente. Die Emporen im Innern ließen das Gebäude wie einen Rundbau wirken. Die Decke bestand aus einem Kreuzgewölbe aus Holz und Gips. Ein Brand machte 1768 eine Erneuerung des Gebäudes notwendig. Aus dieser Zeit stammten die Ausstattungsgegenstände: die Kanzel von 1773 und auch die Orgel von 1794. Von der Decke herab hing ein Votivschiff.  Auf einen Altar hatte man verzichtet, weil die Kirche auch zum reformierten Gottesdienst bestimmt war. An seiner Stelle stand ein einfacher Tisch von 1724. In einem Dachraum war eine Glocke untergebracht.
Die Kirche wurde im Zweiten Weltkrieg beschädigt und nach 1960 abgerissen.
Bis 1945 gab es in der Stadt Pillau drei evangelische Kirchen: neben der Garnison- und Stadtkirche die Kirche Alt Pillau sowie – ab 1866 – die Reformierte Kirche. Die letztere hat sich erhalten und ist heute Gotteshaus der Russisch-orthodoxen Kirche.

## Kirchengemeinde
Im Jahr 1635 kam die Festung Pillau an Brandenburg. Ein Jahr später wurde die evangelische Kirchengemeinde Pillau (im Gegenüber zur eigenständigen Kirchengemeinde Alt Pillau)  gegründet. Das Gotteshaus unterstand dem Gouvernement und gehörte zum Feldkonsistorium in Berlin. Bis 1945 war die zivile Gemeinde dem Kirchenkreis in Fischhausen (heute russisch: Primorsk) in der Kirchenprovinz Ostpreußen der Kirche der Altpreußischen Union zugeordnet. Zur Garnison- und Stadtgemeinde gehörten bei der Volkszählung im Jahre 1925 2600 Gemeindeglieder.
Nach Flucht und Vertreibung der einheimischen Bevölkerung war das kirchliche Leben in Pillau beendet. 
Seit 1992 besteht in der Stadt eine russisch-orthodoxe Gemeinde, hier lebende evangelische Kirchenglieder gehören jetzt zu der neu entstandenen Gemeinde in Swetly (Zimmerbude), einer Filialgemeinde der evangelisch-lutherischen Auferstehungskirche in Kaliningrad (Königsberg) in der Propstei Kaliningrad der Evangelisch-lutherischen Kirche Europäisches Russland.

### Kirchspielorte
Zum Seelsorgebereich der Garnison- und Stadtkirche in Pillau (Pillau I) gehörten neben den Militärangehörigen und Einwohnern der Stadt die – meist auf der Frischen Nehrung liegenden und alle heute nicht mehr existierenden – Orte:
- Grenzhaus
- Groß Bruch
- Möwenhaken
- Neutief (russischer Name: Kossa)
- Strauchbucht
- Westfort.

### Pfarrer
An der Garnison- und Stadtkirche in Pillau versahen zwei Pfarrer ihren Dienst, wobei derjenige der ersten Pfarrstelle zugleich der Garnisonpfarrer war:
| - Pfarrstelle I: - Michael Weiß, 1636 - Georg Neuschilling, 1636–18638 - Christian Meyer, 1639–1667 - Caspar Witzel, 1667–1696 - Johann Caspar Witzel, 1696–1710 - Johann Bartholomäus Engelhard, 1710–1722 - Christoph Schultz, 1723–1732 - Michael Dedelau, 1732–1753 - Samuel Adolph Brokowski, 1753–1788 - Johann Friedrich Woysch, 1789–1826 - Johann Gottfried Wilhelm Woysch, 1826–1853 - Georg Eduard Julius Ulmer, 1853–1863 - Carl Otto Friedrich Woysch, 1864–1874 - Eduard M. W. Teichgräber, 1875–1891 - Franz Albert Max Kehler, 1891–1917 - Heinrich Otto Johann Bach, 1917–1920 - Julius Matz, 1920–1930 - Kurt Toball, 1930–1939 - Helmut Walsdorff, 1940–1945 | - Pfarrstelle II: - Georg Stolzenberg, 1667–1691 - Martin Zeuschner, 1691–1704 - Johann Capsra Witzel, 1704–1710 - Christoph Schultz, 1711–1723 - Michael Dedelau, 1723–1732 - Johann Jacob Weichel, 1732–1737 - Christian Haas, 1737–1751 - Samuel Adolph Brokowski, 1751–1753 - Jacob Heinrich Albäck, 1753–1766 - Johann Joachim Dickow, 1766–1776 - Theodor Michael Arendt, 1776–1808 - Friedrich Wilhelm Lange, 1813–1820 - Otto Ludwig Haack, 1820–1827 - Theodor Laudien, 1827–1835 - Alexander Friedrich Heinrich Henke, 1836–1855 - Franz Albert Fischer, 1860–1868 - Carl August Wiebe, 1869–1872 - Martin Trzaska, 1872–19876 - Hermann Richard Arthur Weber, 1892–1895 - Hans Alfons Gustav Tribukait, 1896–1907 - Walter Burgschat, 1914/1915 |

### Kirchenbücher
Von den Kirchenbüchern der Garnison- und Stadtkirche in Pillau haben zahlreiche Dokumente den Krieg überstanden. Sie werden heute im Evangelischen Zentralarchiv in Berlin-Kreuzberg aufbewahrt:
| Amtshandlung   | Bereich Garnison                    | Bereich Stadt |
| -------------- | ----------------------------------- | ------------- |
| Taufen         | 1641–1805 und 1839–1937             | 1710–1945     |
| Trauungen      | 1639–1824 und 1839–1937             | 1731–1944     |
| Begräbnisse    | 1645–1755, 1771– 1829 und 1839–1937 | 1645–1891     |
| Konfirmationen | 1820–1920                           | 1820–1875     |
| Kommunikanten  | 1750–1757 und 1839–1864             | 1838–1872     |